# 格里可荚球虫
格里可荚球虫（学名：Thecosphaera grecoi）为光滑球虫科荚球虫属的动物。分布于地中海以及中国东海等海域。